# Aphaena dissimilis
Aphaena dissimilis är en insektsart som beskrevs av William Lucas Distant 1906. Aphaena dissimilis ingår i släktet Aphaena och familjen lyktstritar. Inga underarter finns listade i Catalogue of Life.